# Петренко Ірина Миколаївна
Ірина Миколаївна Петренко (31 грудня 1977, Полтава, УРСР) — український історик, дослідниця історії церкви, соціальної історії, краєзнавець. Доктор історичних наук (2012), професор (2014), завідувач кафедри педагогіки та суспільних наук Полтавського університету економіки і торгівлі, член Національної спілки краєзнавців України.

## Біографія
Народилася 31 грудня 1977 року в Полтаві. У 1995 закінчила гімназію № 32 у м. Полтава, у 2000 закінчила з відзнакою історичний факультет ПДПУ імені В. Г. Короленка. У 2002 —2005 роках — аспірантка кафедри давньої та нової історії України Київського національного університету імені Тараса Шевченка. 2009 —2011 — докторантка історичного факультету КНУ ім. Тараса Шевченка.
У 2000 — 2004 працювала вчителем історії у СШ № 29 в Полтаві. З 2003 у Полтавському університеті споживчої кооперації України (з 2010 Полтавський університет економіки і торгівлі): 2003 —2006 рр. — асистент, старший викладач, доцент кафедри історії та кооперативного руху, 2006  — доцент кафедри історії, 2006 —2011 — доцент кафедри культурології та історії, 2011 —2015 — професор кафедри педагогіки, культурології та історії, з 2015  —професор кафедри педагогіки та суспільних наук, з 2018  — завідувач кафедри. 2004 —2005 — асистент кафедри історії України ПДПУ імені В. Г. Короленка (за сумісництвом). З 2011  —професор Полтавського обласного інституту післядипломної педагогічної освіти імені М. В. Остроградського (за сумісництвом).
У 2005 році захистила кандидатську дисертацію на тему: «Церковнопарафіяльні школи Лівобережної України в системі освітньої урядової політики царської Росії (1884 —1917 рр.)».
У 2011 захистила докторську дисертацію на тему «Шлюбно-сімейні відносини в православній повсякденній культурі Росії XVIII ст.».
Член Української асоціації дослідників жіночої історії, Харківського історико-філологічного товариства, громадських організацій «Всеукраїнська асамблея болгар України», «Слов'янський клуб», «Клуб книголюбів». Відповідальний секретар Полтавської обласної організації Національної спілки краєзнавців України.
Авторка понад 220 наукових та науково-методичних праць, зокрема, 6 монографій (1 з них колективна).
Сфера наукових інтересів: соціальна історія, історичне краєзнавство, історія повсякдення, історія освіти в Україні, історія Православної Церкви, біографістика.

## Основні праці
Шлюбно-сімейні відносини українців у другій половині XVIII ст.: монографія. — Полтава: РВЦ ПУСКУ, 2009. — 119 с.
Шлюбно-сімейні відносини в повсякденному житті мирян Російської держави XVIII ст.: монографія у 2 ч. — Полтава: РВВ ПУЕТ, 2010. — Ч. 1. — 276 с.; Ч. 2. — 305 с.
Єлизавета Милорадович (1832—1890) в українському суспільно-політичному русі: монографія. — Полтава: ПУЕТ, 2013. — 151 с.
Історик Наталія Мірза-Авакянц (1888—1940?): життя і наукова спадщина: монографія. — Полтава: ПУЕТ, 2014. — 181 с.
Питання шлюбно-сімейних відносин у Гетьманщині XVIII ст. на шпальтах часопису «Киевская старина» // Український історичний журнал. — 2014. — № 5. — С. 157—162.
Віра Жук — відомий вітчизняний історик-архівіст // Студії з архівної справи та документознавства / Державна архівна служба України, УНДІАСД; [редкол.: С. Г. Кулешов (голов. ред.) та ін.]. — Київ, 2015. — Т. 22–23. — С. 180—184.
Історик Віра Жук (1928—2008): життя, віддане науці. — Київ: МІЛЕНІУМ, 2017. — 516 с.

## Відзнаки та нагороди
- Лауреат Міжнародного молодіжного конкурсу наукових робіт «Полтавська битва в геополітичних вимірах сьогодення» (2010).
- Дипломант Всеукраїнського пошукового конкурсу «У нас одне коріння» (2010).
- Лауреат міської премії імені Самійла Величка (2015).
- Премія Президента України для молодих учених (2017).